# ۱۱ (میلادی)
۱۱ (میلادی) یازدهمین سال تقویم میلادی است.

## رویدادها
بر اساس مکان
امپراتوری روم
- ژرمانیای کوچک و راین توسط ژرمانیکوس تصرف شده‌اند.
- امپراتور آگوستوس از طرح خود برای ایجاد یک مرز دفاعی در البه، به منظور تقویت استحکامات رومی در امتداد راین و دانوب، صرف نظر کرد.
- حکمی صادر می‌شود که اعمال پیشگویی، به ویژه طالع بینی، را در سراسر امپراتوری ممنوع می‌کند. این حکم ایجاب می‌کند که هرگونه مشاوره بین مشتری و متخصص با حضور حداقل یک شاهد شخص ثالث انجام شود و تحقیق در مورد مرگ هر کسی ممنوع است.[۱]

ایران
- اردوان دوم حاکم پارت شد.

هند
- ساتاکارنی سلطنت خود را به عنوان امپراتور امپراتوری آندرا آغاز کرد (۱۱ تا ۲۹ میلادی).

چین
- رودخانه زرد شاهد سیل بزرگی بود. این سیل عامل سقوط سلسله کوتاه مدت شین شناخته می‌شود.[۲]

## درگذشتگان
مارکوس آنتیستیوس لابئو، حقوقدان برجسته رومی